# Jim Barnett
James E. Barnett (Oklahoma City, 9 juni 1924 - 18 september 2004) was een Amerikaans professioneel worstelpromotor.
Barnett was eigenaar van de Australische worstelorganisatie, World Championship Wrestling en van de Amerikaanse organisatie, Georgia Championship Wrestling. Later werd hij adviseur van de World Wrestling Federation, Jim Crockett Promotions en Ted Turners World Championship Wrestling.
Op 18 september 2004 overleed Barnett op 80-jarige leeftijd aan de gevolgen van bepaalde kankereffecten zoals longontsteking.

## Prestaties
- Wrestling Observer Newsletter awards
  - Wrestling Observer Newsletter Hall of Fame (Class of 1996)